# Zützschdorf
Zützschdorf ist eine moderne Wüstung im Saalekreis in Sachsen-Anhalt. Sie wurde durch den Braunkohleabbau im Geiseltal zerstört.

## Geographische Lage
Zützschdorf lag im Geiseltal nördlich von Braunsbedra. Nachbarorte waren Gräfendorf im Westen, Benndorf im Nordwesten und Wernsdorf im Osten. Die ehemalige Ortsflur liegt heute im Südosten des Geiseltalsees, einen Kilometer vom Braunsbedraer Ufer entfernt.
Im Mittelalter hatte die Geisel im Bereich zwischen Neumark und Körbisdorf zwei Arme. Der südliche Arm, welcher später trocken fiel, führte an Zützschdorf vorbei und bildete die Grenze zu Benndorf. 

## Geschichte
Zützschdorf wurde zuerst als „Zibuchesdorph“ im Hersfelder Zehntverzeichnis erwähnt, welches um 838 entstand und auf Verleihungen Karls des Großen aus dem Jahre 777 fußt. 1562 wurde der Ort als Zutzsendorf, 1594 als Zutschdorf bezeichnet. Im Jahre 991 schenkt Adilint, die Gemahlin Brunos von Querfurt, dem Kloster zu Goseck neben anderen Orten des südlichen Hassegaus auch Zidici (Zützschdorf oder Zeuchfeld). Zütschdorf blieb bis zur Neuordnung des Gerichtswesens im frühen 19. Jahrhundert der Patrimonial-Jurisdiktion in Goseck unterstellt. Kirchlich gehörte es immer zu Benndorf. Ab dem ausgehenden 16. Jahrhundert ist eine eigene Schule im Ort nachweisbar.
Zützschdorf gehörte bis 1815 zum wettinischen, später kursächsischen Amt Freyburg. Durch die Beschlüsse des Wiener Kongresses kam der Ort zu Preußen und wurde 1816 dem Kreis Querfurt im Regierungsbezirk Merseburg der Provinz Sachsen zugeteilt, zu dem er bis 1944 gehörte.
Um das Jahr 1900 wies Zützschendorf sechs Haushalte auf. 1927 lebten in Zützschendorf 104 Einwohner in 29 Haushalten.
1915 erhielt das Dorf eine Wasserleitung, im Jahr 1928 als eines der letzten der Gegend elektrisches Licht. In dieser Zeit verkauften immer mehr Bauern ihre Höfe an die Bergbauunternehmen, welche diese in Arbeiterunterkünfte umbauten. Am 1. Oktober 1936 wurde Zützschdorf dem benachbarten Wernsdorf zugeordnet. Durch die Verwaltungsreform im Jahre 1950 kamen Teile des Kreises Querfurt zum Kreis Merseburg. Zützschdorf und Wernsdorf wurden dadurch am 1. Juli 1950 Ortsteile von Benndorf. Wegen eines Erdrutsches bei Neumark im Jahre 1947 musste die Trasse der Straßenbahnstrecke Merseburg–Mücheln neu verlegt werden. Sie führte nun dicht an Zütschdorf vorbei, was in diesem Zusammenhang eine eigene Haltestelle bekam. Durch die neuerliche Trassenverlegung im Jahr 1952 war das Dorf jedoch seitdem weitab von der Straßenbahn.
Im Zuge des Braunkohleabbaus im Geiseltal wurde Zützschdorf im Jahr 1956 umgesiedelt und 1957 abgebaggert (devastiert). Es teilte somit das Schicksal von Wernsdorf und Benndorf. Zum Zeitpunkt der Umsiedlung wohnten 130 Einwohner in Zütschdorf.